# سیارک ۱۵۹۱۶
سیارک ۱۵۹۱۶ (به انگلیسی: 15916 Shigeoyamada، نامگذاری:1997UL7)۱۵۹۱۶مین سیارک کشف شده‌است که در ۲۵ اکتبر ۱۹۹۷ کشف شد.